# Крістіна Вільгельміна Гессен-Гомбурзька
Крістіна Вільгельміна Гессен-Гомбурзька (нім. Christine Wilhelmine von Hessen-Homburg, 30 червня 1653 — 16 травня 1722) — ландграфиня Гессен-Гомбурзька з Гессенського дому, донька ландграфа Гессен-Гомбургу Вільгельма Крістофа та ландграфині Гессен-Дармштадтської Софії Елеонори, дружина принца Мекленбурзького Фрідріха.

## Біографія
Народилась 30 червня 1653 року в Бінгенгаймі. Була старшою донькою та першою вижившею дитиною в родині ландграфа Гессен-Гомбургу Вільгельма Крістофа та його першої дружини Софії Елеонори Гессен-Дармштадтської. Згодом сімейство поповнилося сімома молодшими дітьми, з яких вижили брат Леопольд Георг і сестра Магдалена Софія.
Мешкала родина у Бінгенгаймському замку, розташованому на землях, які були посагом Софії Елеонори. Жінка померла пологами, коли Крістіні Вільгельміні було 10 років. Батько невдовзі узяв другий шлюб із Анною Єлизаветою Саксен-Лауенбурзькою, втім, не маючи дітей від неї, розлучився у 1672 році. Він не надто цікавився державними справами і у 1669 році продав Гессен-Гомбург своєму братові.
У 17 років Крістіна Вільгельміна була видана заміж за 33-річного принца Мекленбургу Фрідріха. Весілля відбулося 28 травня 1671 у Веферлінгені. Мешкало подружжя у Грабові. У них народилося четверо дітей.
Фрідріха не стало 28 квітня 1688 року. Крістіна Вільгельміна пішла з життя 16 травня 1722 року. Обоє поховані у церкві Святого Миколая у Шверіні.

## Родина
Чоловік  — Фрідріх Мекленбурзький
Діти:
- Фрідріх Вільгельм (1675—1713) — герцог Мекленбург-Шверіну у 1692—1713 роках, був одруженим з ландграфинею Софією Шарлоттою Гессен-Кассельською, мав дев'ятеро позашлюбних дітей;
- Карл Леопольд (1678—1747) — герцог Мекленбург-Шверіну у 1713—1728 роках, був тричі одруженим, мав єдину законну доньку та шестеро позашлюбних дітей від своїх племінниць;
- Крістіан Людвіг (1683—1756) — герцог Мекленбург-Шверіну у 1728—1756 роках, був одруженим з Густавою Кароліною Мекленбург-Стреліцькою, мав п'ятеро дітей;
- Софія Луїза (1685—1735) — дружина короля Пруссії Фрідріха I, дітей не мала.